# Saana Koljonen
Saana Koljonen (* 22. August 1988 in Pihtipudas) ist eine finnische Volleyballnationalspielerin. Sie absolvierte auch einige Turniere im Beachvolleyball.

## Karriere
Saana Koljonen wuchs in einer Volleyball-Familie auf und wurde wie ihre Schwestern von den Eltern zu diesem Sport mitgenommen. Sie begann ihre Karriere 2008 bei Pisla Ploki. 2009 wechselte sie nach Orivesi zu Oriveden Ponnistus. Mit dem Verein erreichte die Libera 2010 und 2011 das Endspiel des finnischen Pokals. Außerdem sie 2010 Dritte und 2011 Zweite der nationalen Meisterschaft. Anschließend wollte sie an der Georg Mason University studieren, zog sich aber kurz vorher eine Verletzung an der rechten Achillessehne zu. Sie blieb in Oriveden und wurde 2014 erneut finnische Vizemeisterin. Anschließend wechselte die Nationalspielerin zum deutschen Bundesligisten VT Aurubis Hamburg. In der Saison 2015/16 spielte sie bei HPK Naiset in Hämeenlinna und wurde finnische Meisterin. Danach ging sie erneut nach Deutschland, wo sie ab 2016 bei den Roten Raben Vilsbiburg spielte. Nach einer Saison kehrte sie zum HPK Naiset in die finnische Liga zurück.
Im Beachvolleyball wurde Koljonen 2009 finnische Vizemeisterin der U21. 2010 belegte sie in der finnischen Meisterschaft den zweiten Platz. 2012 trat sie mit Erika Nyström bei den Åland Open der FIVB World Tour an.